# One Good Turn (film din 1955)
One Good Turn este un film de comedie britanic din 1955, regizat de John Paddy Carstairs. În rolurile principale joacă actorii Norman Wisdom, Joan Rice și Shirley Abicair.

## Distribuție
- Norman Wisdom - Norman
- Joan Rice - Iris Gibson
- Shirley Abicair - Mary
- Thora Hird - Cook
- William Russell - Alec Bigley
- Joan Ingram - Matron Sparrow
- Richard Caldicot - Mr. Bigley
- Marjorie Fender - Tuppeny
- Keith Gilman - Jimmy
- Noel Howlett - Jeweller
- David Hurst - Professor Dofee
- Harold Kasket - Igor Pertovitch
- Ricky McCullough - Gunner Marc
- Anothony Green - Martin